# Mariscal d'Itàlia

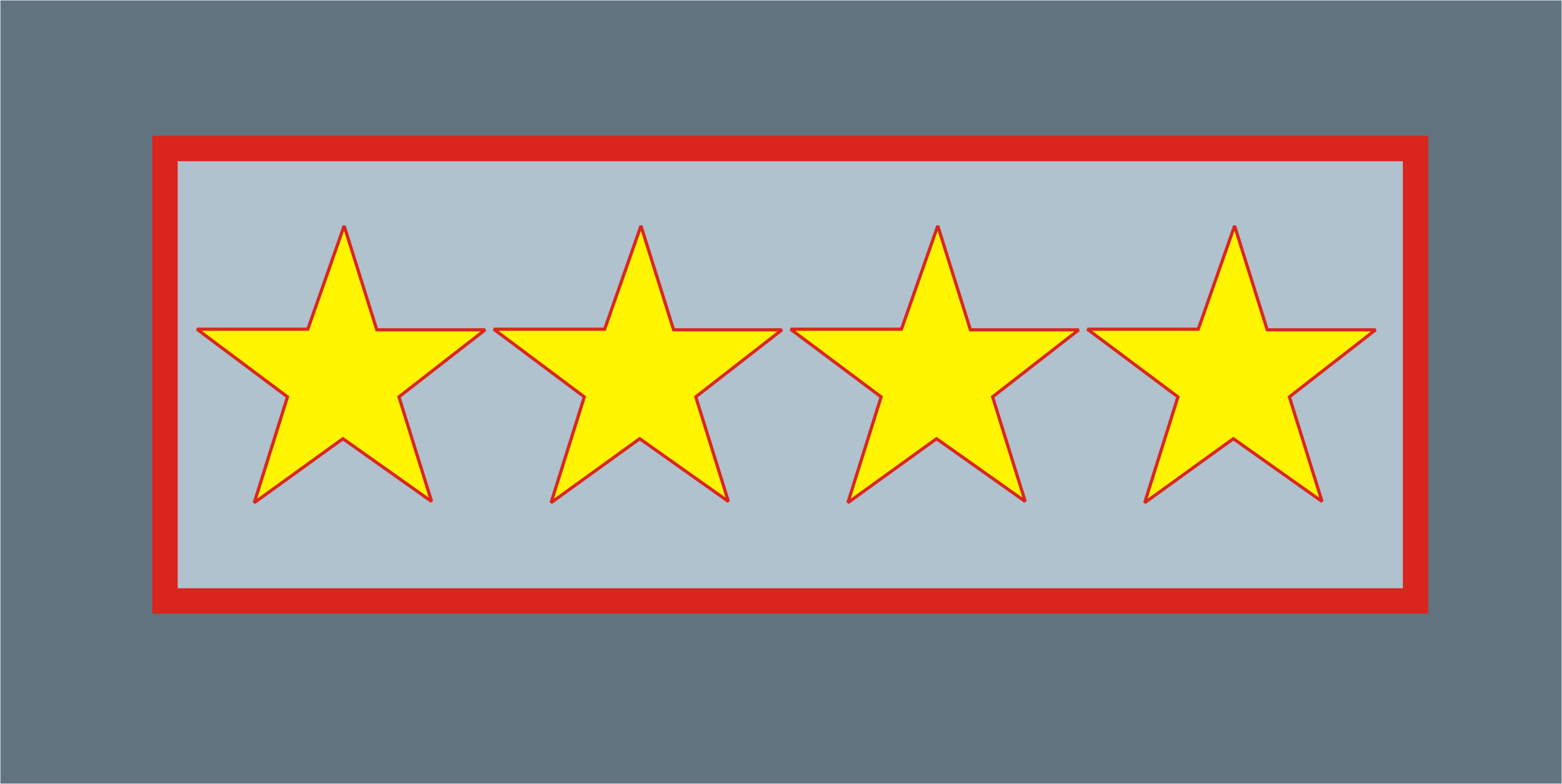
Insígnia de rang per a la gorra de servei

Mariscal d'Itàlia (italià: Maresciallo d'Italia) era un rang del Reggio Esercito. Va ser creat el 1924 per Benito Mussolini per honorar als Generals Luigi Cadorna i Armando Diaz, però posteriorment es concedí a diversos generals més entre 1926 i 1943. Va ser el màxim rang fins a la creació del rang de Primer Mariscal de l'Imperi el 1938. Va ser abolit el 1946 amb la institució de la República Italiana.
L'equivalent a la Regia Marina era el de Gran Almirall, mentre que a la Regia Aeronautica era el de Mariscal de la Força Aèria, ambdós abolits amb la instauració de la República.

## Mariscals d'Itàlia

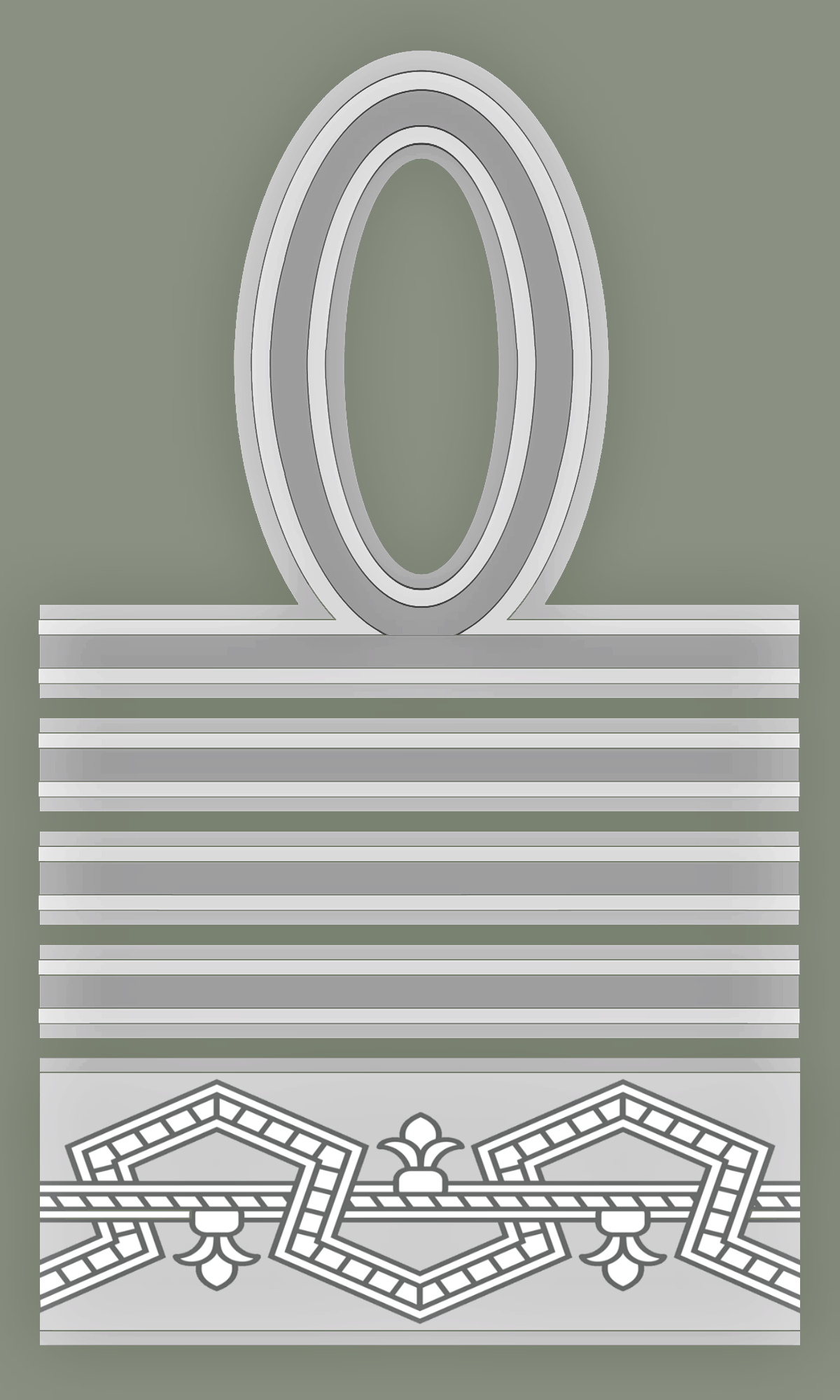
Insígnia de màniga

(entre parèntesis hi ha la data de nomenament) 
Primera Guerra Mundial
- Luigi Cadorna (4 de novembre de 1924)
- Armando Diaz (4 de novembre de 1924)
- Enrico Caviglia (25 de juliol de 1926)
- Emanuele Filiberto d'Aosta (25 de juliol de 1926)
- Pietro Badoglio (25 de juliol de 1926)
- Gaetano Giardino (25 de juliol de 1926)
- Guglielmo Pecori Giraldi (25 de juliol de 1926)

Guerra Italo-Etíop
- Emilio De Bono (16 de novembre de 1935)
- Rodolfo Graziani (9 de maig de 1936)

Segona Guerra Mundial
- Ugo Cavallero (1 de juliol de 1942)
- Ettore Bastico (12 d'agost de 1942)
- Umbert II de Savoia (29 d'octubre de 1942)
- Giovanni Messe (12 de maig de 1943)

## Oficials italians de grau equivalent
Gran almirall
- Paolo Emilio Thaon di Revel (4 de novembre de 1924)

Mariscal de l'Aire
- Italo Balbo (13 d'agost de 1933)